# Arctotideae
Arctotideae, tribus glavočika jezičnjaća. sastoji se od 15 rodova.

## Podtribusi i rodovi
1. Tribus Arctotideae Cass.
  1. Subtribus Arctotidinae (Cass.) Dumort.
    1. Dymondia Compton (1 sp.)
    2. Cymbonotus Cass. (3 spp.)
    3. Arctotis L. (67 spp.)
    4. Haplocarpha Less. (9 spp.)
    5. Arctotheca Vaill. (5 spp.)

  2. Subtribus incertae sedis
    1. Heterolepis Cass. (4 spp.)

  3. Subtribus Gorteriinae Benth.
    1. Gazania Gaertn. (19 spp.)
    2. Roessleria Stångb. & Anderb. (5 spp.)
    3. Hirpicium Cass. (3 spp.)
    4. Gorteria L. (11 spp.)
    5. Didelta L´Hér. (2 spp.)
    6. Berkheya Ehrh. (79 spp.)
    7. Cullumia R. Br. (16 spp.)
    8. Cuspidia Gaertn. (1 sp.)
    9. Heterorhachis Sch. Bip. ex Walp. (2 spp.)